# بلو پویه (بروس)
بلو پویه (به صربی: Belo Polje) یک منطقهٔ مسکونی در صربستان است که در بروس واقع شده‌است. بلو پویه ۵۰ نفر جمعیت دارد.